# Kenyas nationalförsamling

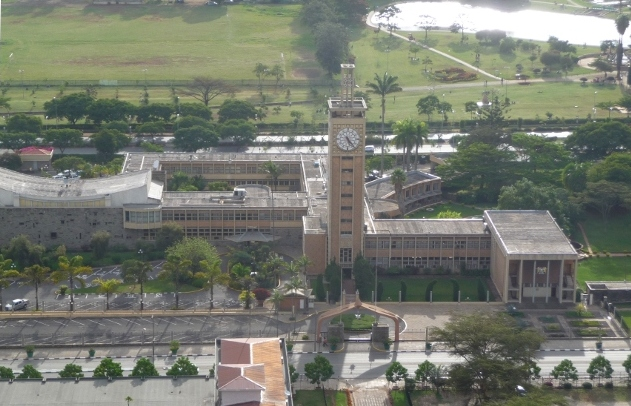
Parlamentsbyggnaden.

Nationalförsamlingen (engelska: National Assembly of Kenya) är Kenyas folkvalda, lagstiftande underhus. 

År 2010 röstades en ny grundlag igenom. Denna innebar bland annat att det infördes ett tvåkammarparlamentet bestående av ett underhus och en senat. Ledamöterna i underhuset väljs vid allmänna val vart femte år. Det består av:
"290 ledamöter valda med registrerade röster, 47 kvinnor valda av registrerade väljare från länen, 12 ledamöter nominerade av parlamentariska politiska partier för att företräda särskilda intressen för ungdomar, personer med funktionsnedsättning och arbetare, samt talmannen för nationalförsamlingen"